# 安藤季盛
安藤季盛（あんどう すえもり、生没年不詳）は、鎌倉時代の武士。陸奥国の豪族。別名に貞季。安藤五郎の子。
津軽地方に拠点をおいた安藤氏（安東氏）の当主。鎌倉幕府に蝦夷の管理を任されていた。福島城を増築した安藤貞季とは別人との説もある。
北条貞時の被官的な立ち位置にあり、北条氏によって所領を安堵されていた。同じく所領を安堵されたと思われる丹治宗員や曽我経広らと共に、北条時頼が復興した藤崎護国寺の鐘に｢安倍季盛｣として銘が刻まれている。

## 参考
- 『安東氏 下国家四百年ものがたり』（森山嘉蔵、無明舎出版）
- 『津軽安藤氏と北方世界』（小口雅史、河出書房新社）